# Knud Knudsen
Knud Knudsen, född 6 januari 1812 i Holts socken, Nedenes amt, död 4 mars 1895 i Kristiania, var en norsk skolman och språkforskare.
Knudsen var tre år folkskollärare i sin hembygd, tog 1840 filologisk ämbetsexamen och var 1840-46 adjunkt vid Drammens lärdomsskola. Sedan verkade han vid Kristianias katedralskola, 1846-52 som adjunkt, 1852-80 som lektor ("overlærer").
Under inflytande från Grundtvigs idéer verkade Knudsen för en från det klassiska utbildningsidealet frigjord skolundervisning, byggande på modersmål och historia. I en mängd skrifter som Det norske målstræv (1867) och Unorsk og norsk (1881) förde Knudsen en outtröttlig kamp för norskans frigörelse från danskan, såväl i fråga om ordval som uttal, rättskrivning och ordböjning.

## Biografi
Knudsen var alltifrån början en övertygad motståndare till den klassiska bildningen, som han sökte begränsa till förmån för en fylligare och alltmer omfattande undervisning i modersmålet, historia och realämnena. Men tyngdpunkten av hans verksamhet ligger i hans "maalstræv", ett arbete, som utgör en parallell till Ivar Aasens kamp för införandet af "landsmaalet", men väsentligen skiljer sig från denna därigenom, att Knudsen ville begagna det dansk-norska "maalet", skrivet enligt i Norge gängse uttal med hårda konsonanter (p, t, k i stället för respektive b, d, g), och ersätta främmande ord med uttryck från allmogens talesätt. Det var i synnerhet efter hans avsked från skolan, som den av honom skapade rörelsen tilltog i styrka, och på många punkter lyckades han också få sin åskådning godkänd av forna motståndare.
Knudsen:s huvudverk är Haandbog i dansk-norsk sproglære (1856) och Unorsk og norsk eller fremmede ords avlösning (1879-81). Kring dessa arbeten grupperar sig ett stort antal skrifter, bland vilka må framhållas Er norsk det samme som dansk? (1862), Modersmaalet som skolefag (1864), Det norske maalstræv (1867), Nogle spraak- og skolespörgsmaal (1869), Den landsgyldige norske uttale (1876), Af maalstriden 1881 (1881), Norsk blandkorn (3 samlingar, 1882-85), Latinskole uten latin (1884), Hvem skal vinne? (1886) och Tyskhet i norsk og dansk (1888).
Året före sin död sammanfattade han i Norsk maalvekst fra 1852 att regne "maalstrævets" resultat, i den mån de rörde hans egen livsgärning. Sin förmögenhet (omkr. 20 000 kr.) testamenterade han till en stiftelse till förmån för dansk-norska "maalstrævet".